# Пентадекаселенид гептадекапалладия
Пентадекаселенид гептадекапалладия — бинарное неорганическое соединение
палладия и селена
с формулой Pd17Se15,
кристаллы.

## Получение
- В природе встречается минерал палладсеит — Pd17Se15 с примесями Cu, Hg [1].

- Сплавление стехиометрических количеств чистых веществ:

{\displaystyle {\mathsf {17Pd+15Se\ {\xrightarrow {680^{o}C}}\ Pd_{17}Se_{15}}}}

## Физические свойства
Пентадекаселенид гептадекапалладия образует кристаллы
кубической сингонии,
пространственная группа P m3m,
параметры ячейки a = 1,0606 нм, Z = 2
.